# Salmon Falls River
Der Salmon Falls River (wörtlich übersetzt: „Lachs-Wasserfall-Fluss“) ist ein Grenzfluss zwischen den US-Bundesstaaten New Hampshire und Maine.
Der Salmon Falls River hat seinen Ursprung am Damm unterhalb des Horn Pond, einem kleinen Stausee, der vom Great East Lake gespeist wird. Von dort fließt der Salmon Falls River in überwiegend südsüdöstlicher Richtung entlang der Bundesstaatengrenze über eine Strecke von 61 km bis zu seinem Zusammenfluss mit dem Cocheco River zum Piscataqua River, deren gemeinsames Ästuar, südöstlich von Dover. Auf den untersten 5 km machen sich die Gezeiten am Fluss bemerkbar. Städte und Orte am Flusslauf sind: Milton, East Rochester, Somersworth, Berwick, Rollinsford und South Berwick. Der Great Works River mündet unterhalb von South Berwick – etwa 5 km vor dem Zusammenfluss von Salmon Falls und Cocheco River – linksseitig in den Fluss. Der Salmon Falls River entwässert ein Areal von 595 km².

## Wasserkraftanlagen
Am Flusslauf des Salmon Falls River befinden sich fünf Wasserkraftwerke.
Die Wasserkraftanlagen in Abstromrichtung:
| Name              | Leistung in MW | Anzahl Turbinen | Lage | Betreiber             |
| ----------------- | -------------- | --------------- | ---- | --------------------- |
| Milton            | 1,4            | 4               | (⊙)  | SFR Hydro Cor         |
| Upper Great Falls | 2,2            | 2               | (⊙)  | General Electric Co   |
| Lower Great Falls | 1,3            | 1               | (⊙)  | Somersworth Hydro Co  |
| Rollinsford       | 1,4            | 2               | (⊙)  | Consolidated Hydro NH |
| South Berwick     | 1,2            | 3               | (⊙)  | Consolidated Hydro NH |